# Санта Марија (брод)
Санта Марија је назив за караку која је служила као адмиралски брод Кристифору Колумбу на његовој првој експедицији 1492.
Поред Санта Марије била су још два мања брода - каравеле Санта Клара познатија под надимком Ниња (шпански; „цурица“ - пошалица на рачун власника Хуана Ниња) и Пинта.
Санта Марија се испочетка звала Гаљега (Галицијанка) пошто је била саграђена у Галицији. Била је дуга 18 метара и имала је три јарбола.
Сведочанства говоре да се прилично добро држала за време првог прелаза Атлантског океана. Санта Марија се 25.12. 1492. насукала на обалу Хаитија, па је морала бити напуштена.